# Tygriusz
Tygriusz – imię męskie pochodzenia łacińskiego, pierwotnie przydomek od nazwy tigris, –idis — "tygrys, tygrysica". Patronem tego imienia jest św. Tygriusz, kapłan, wspominany razem ze św. Eutropiuszem.
Tygriusz imieniny obchodzi 12 stycznia.